# Oliver Barth
Oliver Barth (Bad Cannstatt, 6 ottobre 1979) è un allenatore di calcio ed ex calciatore tedesco, di ruolo difensore.

## Carriera
In carriera ha giocato complessivamente 57 partite nella prima divisione tedesca e 108 partite nella seconda divisione tedesca.

## Palmarès

### Club

#### Competizioni nazionali
- Campionato tedesco di seconda divisione: 1

Friburgo: 2008-2009